# Chrysoperla mutata
Chrysoperla mutata är en insektsart som först beskrevs av Mclachlan 1898.  Chrysoperla mutata ingår i släktet Chrysoperla och familjen guldögonsländor. Inga underarter finns listade i Catalogue of Life.